# هوستومل
هوستومل، (به انگلیسی: Hostomel)، شهری در شمال اوکراین و در شمال غربی شهر کیف و در استان کیف قرار گرفته‌است. این شهر هم چنین به عنوان گوستمل (Gostomel) نیز شناخته می‌شود.
این شهر برای داشتن فرودگاهی بین‌المللی و کارخانه شیشه سازی وتروپک (Vetropack glass factory) شناخته می‌شود.